# Machimus erevanensis
Machimus erevanensis är en tvåvingeart som beskrevs av Richter 1963. Machimus erevanensis ingår i släktet Machimus och familjen rovflugor. Inga underarter finns listade i Catalogue of Life.